# Чёрная куропатка
Чёрная куропатка (лат. Melanoperdix niger) — вид птиц из семейства фазановых (Phasianidae), единственный в одноимённом роде (Melanoperdix) ioc.
Это маленькая (27 см длиной) птица с толстым клювом, серыми лапками, и тёмно-коричневыми радужной оболочкой глаз. У чёрной куропатки выражен половой диморфизм: самец имеет полностью глянцево-чёрное оперение, самка обычно каштаново-коричневая с беловатым горлом и животом, с тёмным рисунком на перьях и мельче самца. Самка откладывает 5—6 белых яиц.
Обитает в низменных тропических лесах полуострова Малакка, островов Калимантан и Суматра. Ранее встречалась на территории Сингапура.
Из-за крупномасштабных коммерческих вырубок продолжается уменьшение и фрагментация мест обитания. В некоторых районах на птицу охотятся ради мяса. С учётом этих факторов МСОП относит чёрную куропатку к видам, находящихся в уязвимом положении.